# Europa van Democratieën in Diversiteit
Europa van Democratieën in Diversiteit (EDD) was een politieke fractie in het Europees Parlement.
Europa van Democratieën in Diversiteit werd gevormd na de verkiezingen voor het Europees Parlement in 1999. De fractie was een voortzetting van de fractie Onafhankelijken voor het Europa van de Nationale Staten. De grondslag van de fractie was euroscepticisme.
Na de verkiezingen voor het Europees Parlement in 2004 werd de fractie opgeheven. De aangesloten partijen vormden daarna samen met partijen uit andere landen de fractie Onafhankelijkheid en Democratie Groep.

## Leden
| Land                | Nationale partij                    | Zetels | Zetels |
| Land                | Nationale partij                    | 1999   | 2004   |
| ------------------- | ----------------------------------- | ------ | ------ |
| Denemarken          | JuniBevægelsen                      | 3      | 3      |
| Denemarken          | Volksbeweging tegen de EU           | 1      | -      |
| Frankrijk           | Chasse, pêche, nature et traditions | 6      | 6      |
| Frankrijk           | Rassemblement Pour la France        | -      | 3      |
| Nederland           | ChristenUnie/SGP                    | 3      | 3      |
| Verenigd Koninkrijk | UK Independence Party               | 3      | 3      |
| totaal              | totaal                              | 16     | 18     |